# Leopold Massó i Bilbeny
Leopold Massó i Bilbeny, altrament conegut com a Leo Massó, (Barcelona, 1928 – Barcelona, 28 de juny de 2011), fou un músic i director de cors català.

## Biografia
Leopold Massó i Bilbeny va estudiar música com a escolà a l'Escolania de Montserrat entre els anys 1940 i 1942 i posteriorment al Conservatori Municipal de Música de Barcelona. Més endavant seria deixeble entre d'altres d’Antoni Ros-Marbà. El 1948, va fundar la Coral Antics Escolans de Montserrat en el sí de la Unió Escolans de Montserrat, juntament amb Lluís Ximenis i un grup de cantaires tots ells antics escolans, amb el suport del pare Ireneu Segarra. Seria un cor de veus masculines amb ell com a director. Anys més tard, el 1961, també fundaria la Coral Cantiga dels Lluïsos de Gràcia, aquest cop de veus femenines i masculines, inspirat per la Coral Sant Jordi del seu amic i col·laborador Oriol Martorell. La dirigiria fins al 1983. Va dirigir també corals com Ariadna, Enric Morera, Ferran Sors, Schola Cantorum, Quodlibet Grup Coral o Coral l’Amistat. Així mateix va ser secretari general del Secretariat dels Orfeons de Catalunya i president de la Federació Catalana d’Entitats Corals.